# Órgano de la Iglesia de San Sulpicio

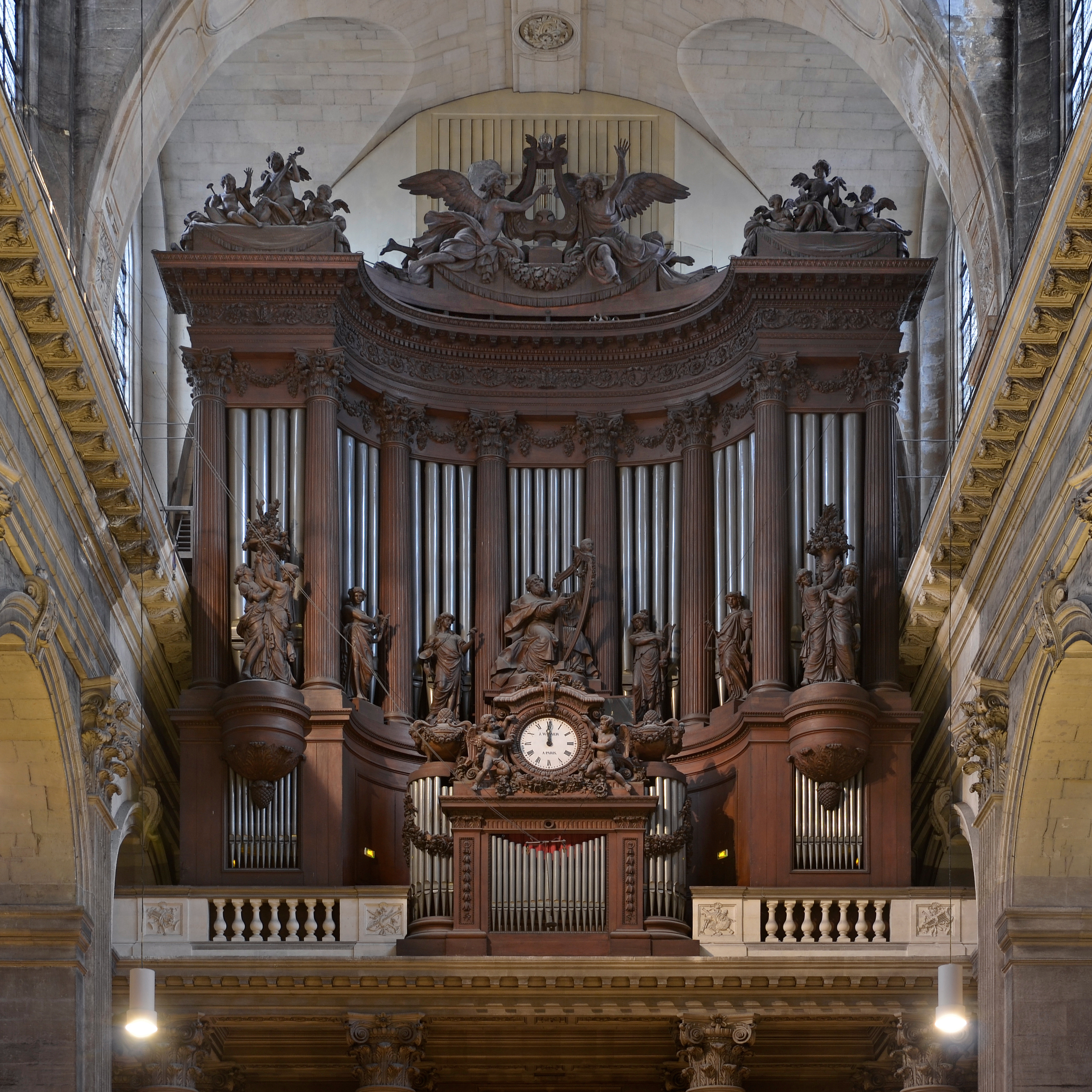
El órgano desde la nave principal de la Iglesia de San Sulpicio.

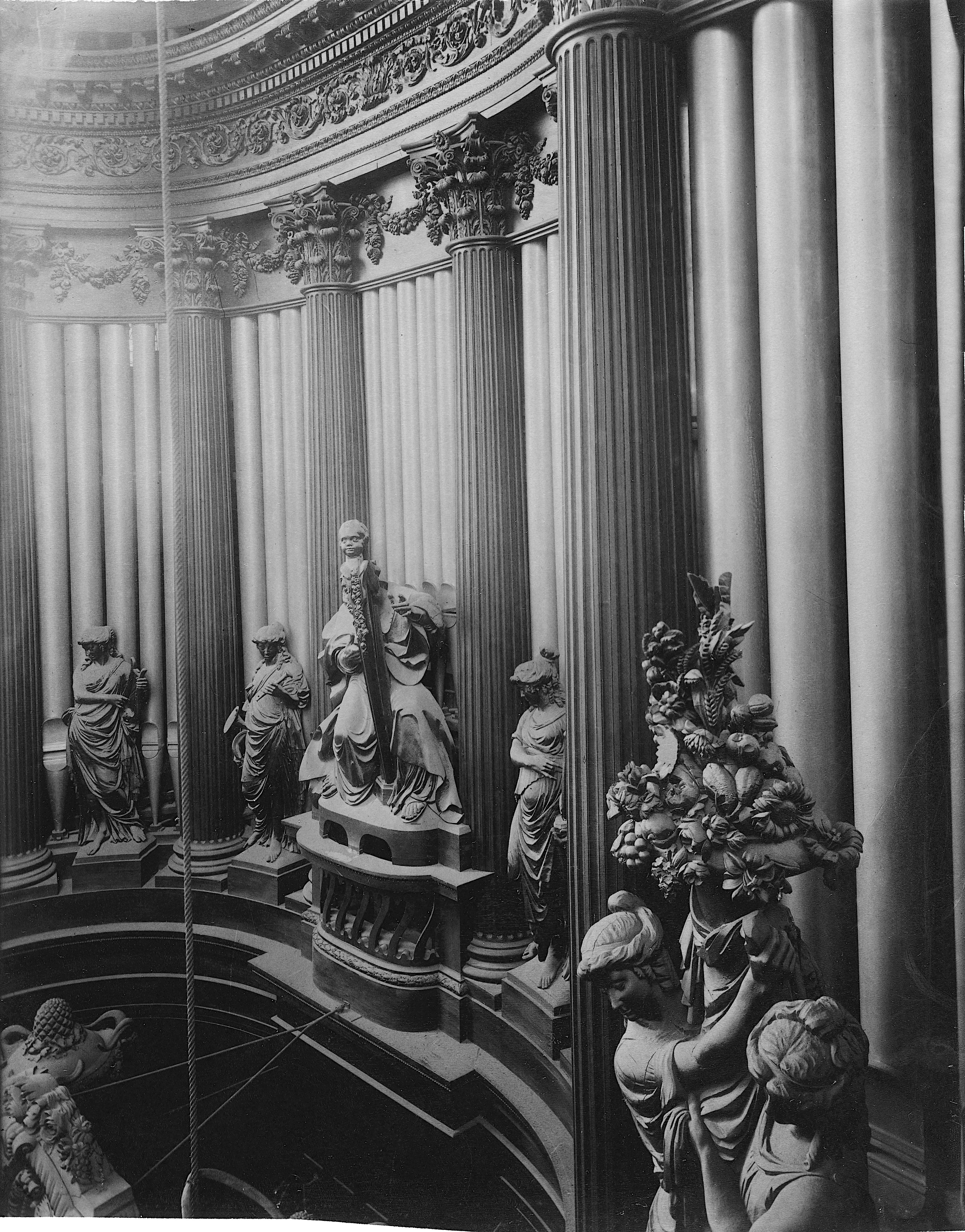
Detalle del arte en una foto histórica de 1909.

El Órgano de la Iglesia de San Sulpicio se trata de un instrumento emplazado en dicho templo ubicado en París, Francia. Cuenta con 6778 tubos en 137 rangos que forman 102 registros, cinco manuales y pedalera. El órgano original fue un diseño de Jean Chalgrin que contó con esculturas hechas por Duret y carpintería de Jadot, el proyecto fue terminado en 1781. Louis Callinet emprendió las primeras obras de restauración en 1834, las mismas tuvieron sendas dificultades, concluyendo recién en 1846. Aristide Cavaillé-Coll presentó su propuesta para reformar el órgano en 1855, la misma fue aceptada de inmediato.
La caja con las esculturas y ornamentos de madera, y unas decenas de rangos junto a otras partes fueron reutilizadas. Cavaillé-Coll preservó gran parte del instrumento anterior, como una forma de "unir el arte antiguo con el nuevo". El instrumento final tuvo algunas ligeras modificaciones, como cambios en la disposición de los manuales y algunos menores en los registros, pero el mismo se mantiene inalterado mayormente, y se ha conservado su tipo de acción. Es considerado el órgano más grande hecho por Cavaillé-Coll, y es junto a instrumentos como los presentes en la Iglesia mayor de Ulm (Walcker Orgelbau) y en la Catedral de Liverpool (Willis), uno de los órganos mayores a 100 registros de Europa.
Cavaillé-Coll planificó un órgano de 128 registros para la Basílica de San Pedro en Roma, pero el proyecto nunca se materializó.
Varios organistas de renombre han sido organistas en San Suplicio, entre ellos Louis-Nicolas Clérambault, Marcel Dupré, Daniel Roth, Louis Vierne, Jeanne Demessieux, Suzanne Chaisemartin, Pierre Cochereau, Rolande Falcinelli y Charles-Marie Widor quién fue organista durante 64 años.

## Historia

### Antencedentes: órganos anteriores
No existen registros sobre el primer órgano de la Iglesia de San Sulpicio, pero se sabe que existía, ya que Nicolas Pescheur fue el primer organista en 1544 del templo y falleció a finales de octubre de 1603, fue el último organista que tocó el antiguo órgano. En 1614 se decidió encargar la construcción de un nuevo órgano utilizando elementos del antiguo instrumento, siendo Vincent Coppeau y Pierre Pescheur los encargados de elaborar el plan. La restauración fue terminada en 1636 únicamente por Coppeau, con un coste de 75 libras.
El proyecto para un órgano nuevo comenzó en 1776 cuando se presentaron dos diseños: el primero, del arquitecto Laurent, mostraba una caja sin tubos expuestos —una nueva tendencia— y el segundo, de Jean Chalgrin. Los síndicos aceptaron el segundo porque, según ellos, armonizaba mejor con la gran galería de piedra diseñada por Giovanni Niccolò Servandoni. El 1 de enero de 1778, se firmó un contrato con el carpintero Jadot (20.000 libras) y el escultor Duret (16.000 libras) para la construcción de la caja del órgano. El contrato para el órgano, diseñado por François-Henri Clicquot y revisado por Dom François Bédos, se firmó el 1 de enero de 1780 con un coste estimado de 40.000 libras, quien trabajó hasta terminar el proyecto en 1781. El órgano instalado en la fachada hecha por Chalgrin media 12 metros de largo por 14 de alto. La caja del órgano forma un gran hemiciclo, enmarcado por altos pilares, adornado con estrías y erigido sobre un gran basamento. Las siete áreas entre los pilares están repletas de estatuas, tras las cuales se ubican los tubos más grandes, ocultos hasta la boca. El friso está decorado con una serie de ramas enrolladas, y la cornisa está decorada con medallones y rosetones. La caja del órgano de la división Positif consta de un amplio plano, enmarcado de forma sencilla entre dos postes decorados con un canalón y un arquitrabe. Está rematada por un gran reloj moderno. Este órgano poseía 4328 tubos en 64 registros, cinco manuales y pedalera, además de insuflar aire por medio de 14 fueles, sin uso de electricidad.
Louis Callinet inició obras de restauración en 1834. Ante serias dificultades financieras, cuatro años después, mientras las obras aún continuaban, Callinet vendió su negocio a la Société Daublaine. Esta empresa no completó la restauración y en 1844, fue vendida a la Société Girard, que fue absorbida un año después por Ducroquet. El órgano fue limpiado y ligeramente transformado para adaptarse a los nuevos gustos musicales: se eliminaron los rangos de mutación, se añadieron algunos rangos nuevos de lengüetas y se instaló una máquina Barker en el mecanismo. El instrumento tenía en ese momento 65 registros. La recepción final tuvo lugar en abril de 1846. Luego de esta restauración, ni los síndicos ni el organista quedaron satisfechos con el instrumento.

### Cavaillé-Coll
Ante el inconformismo con las nuevas reformas, en 1855 llamaron al organero Aristide Cavaillé-Coll para que se encargara de la afinación y mantenimiento del órgano. Cavaillé-Coll viendo el estado del instrumento, presentó su propia propuesta para una completa reconstrucción, que fue aceptada de inmediato. Reutilizó 40 rangos de los tubos ya instalados por Robert Clicquot. Incluso reutilizó algunas cajas de viento. A todo esto, añadió registros armónicos, gambas y lengüetas. El resultado fue uno de los tres órganos más grandes de toda Europa en aquel entonces. El órgano contaba ahora con 134 rangos en 100 registros, con una consola inusual, curvada y con varias terrazas, de cinco manuales y pedalera, y utiliza una máquina Barker para controlar el mecanismo de los registros. Esta última innovación permite memorizar la registración, además de los preparados con el sistema de caja de doble paleta. También conservó siete cajas de viento, pero las transformó para proporcionar un segundo juego de paletas y optimizar el suministro de aire a los tubos. Del instrumento de Louis Callinet conservó también la trompeta en chamade, algunos fagotes y los rangos de lengüetas libres. También conservó la leva general Barker que ahora sirve a la división Récit.
Se reconstruyó todo el mecanismo, al igual que el sistema de suministro y generación de aire. El sistema de aire estaba separado con presiones de viento independientes para los graves y los agudos de cada rango, y presiones más altas para las lengüetas que para las foundations. Cada división contaba con una leva Barker independiente. Una leva Barker general se encarga de los acopladores. Lo más innovador fue la consola y el mecanismo de registro. Cavaillé-Coll diseñó una nueva consola con niveles curvos, de modo que cada botón quedara orientado hacia el organista. Pero el nuevo diseño hacía imposible una acción de registro tradicional, puramente mecánica, donde cada botón de los registros estuviera conectado a su respectivo deslizador mediante una varilla de madera. Entonces tuvo la idea de utilizar una leva Barker de doble acción para mover los deslizadores. Los botones se conectaron a la nueva máquina mediante pequeños rieles de madera comunes, creando una consola más compacta. Al utilizar la acción Barker para los registros, también introdujo uno de los primeros ejemplos de memoria mecánica jamás construidos. Cavaillé-Coll también tuvo especial cuidado en el orden de las piezas y componentes para su posterior afinación, gracias a una amplia red de escaleras y pasarelas, el acceso a los tubos es más sencillo, facilitando la afinación y el mantenimiento. Aunque el instrumento de 100 registros está alojado en un recinto diseñado para solo 64, ninguno de los 6778 tubos está amontonado, lo que también les permite sonar con libertad y naturalidad.
Cavaillé-Coll incluyó flautas armónicas, gambas y lengüetas de gran tamaño. El órgano recién terminado contaba con 100 registros, 5 manuales y un pedal, 20 cajas de viento, 7 levas Barker, 8 depósitos de doble altura y 6778 tubos, incluyendo dos rangos de 32', un registro abierto de madera y una bombarda. El órgano se distribuye en siete niveles diferentes y alcanza una altura total de 18 metros. La división Récit contribuyó a la enorme altura, esta se encuentra en la parte superior de la caja, donde se puede apreciar una pared con contraventanas. Este nuevo órgano se terminó de construir en 1862.

### Inauguración
La inauguración de este órgano tuvo lugar el 29 de abril de 1863 con César Franck, Camille Saint-Saëns, Alexandre Guilmant, Auguste Bazille y el organista titular, Georges Schmitt. Simultáneamente, Louis-James-Alfred Lefébure-Wély sustituyó a Georges Schmitt como organista.

### Modificaciones posteriores
Si bien el órgano tuvo algunas modificaciones, el instrumento se mantiene casi inalterado, en comparación a otros que, por ejemplo, su tipo de acción fue totalmente cambiada. La división Récit que se encontraba en el quinto y último manual, se cambió al cuarto, y lo que antes era el cuarto, al quinto. También se instaló un registro Principal 8' y 16' para reforzar un poco los graves. Tanto Charles-Marie Widor como Marcel Dupré cuidaron meticulosamente este instrumento. La única modificación a la especificación original se realizó a petición del sucesor de Dupré, Jean-Jaques Grunenwald, quien sustituyó un registro por una mixtura de agudos, pero esto se revirtió en una restauración bajo la supervisión de Daniel Roth.
Tras el fallecimiento de Lefébure-Wély el 31 de diciembre de 1869, Charles-Marie Widor fue propuesto como su sucesor, y durante su permanencia de 64 años como organista, el instrumento fue restaurado y limpiado varias veces. Aristide Cavaillé-Coll realizó la primera limpieza en 1883 e introdujo algunos cambios menores, principalmente para mejorar el sistema de aire de los tubos más graves de la división Récit.
En 1903 el organero Charles Mutin, sucesor de Cavaillé-Coll, realizó una importante restauración e introdujo algunos cambios a petición de del organista encargado del instrumento, Charles-Marie Widor. La división Récit, que originalmente ocupaba el quinto manual (el más alejado al organista), resultaba muy difícil de usar si se debía ejecutar un pasaje complejo en el pedal, por lo tanto se cambió a la cuarta posición. Como consecuencia, el Positif descendió de la cuarta a la tercera posición, y el Bombarde con sus lengüetas, originalmente en la tercera división, se elevó a la quinta y se renombró Solo. También se llevaron a cabo modificaciones tonales. El clarinete del Positif se sustituyó por un Baryton 8' y el Euphone 8' de la misma división por un Basson 16'. Se introdujeron tres registros nuevos por intercambio: un Diapason de 8' en el Récit, un Septième 2 2/7' y una Trompette en chamade de 8' en el Solo.
Otro cambio, también a petición de Widor fue el agregado de dos registro en la división del pedal, ya que según él la misma no era potente con solo 12 registros. Para celebrar su jubilación en 1933, la parroquia le ofreció dos rangos adicionales para el pedal: un Principal 16' y otro de 8', instalados por Pleyel-Cavaillé-Coll. De ese modo el órgano ahora tenía 102 registros, fue el más grande de París hasta que el instrumento de Notre-Dame se amplió en la década de 1960. Tras la jubilación de Widor, Marcel Dupré (1886-1971), su alumno y asistente, fue nombrado organista titular en 1934, cargo que ocupó hasta su fallecimiento el 30 de mayo de 1971, un domingo de Pentecostés. Durante cien años (1871-1971) solo hubo dos organistas a cargo del instrumento, lo que contribuyó a su preservación durante el período neoclásico, donde muchos instrumentos sufrieron una transformación irreconocible.

## Consola
La consola posee cinco manuales y pedalera, además de varios pedales con diferentes funciones. Resalta su innovador diseño en forma de terrazas en arco, de tal forma que todos los comandos de los registros están a la misma distancia del organista. Una acción del tipo mecánica no era posible con una consola así, por lo que Aristide Cavaillé-Coll tuvo la idea de utilizar una leva Barker de doble acción para mover los deslizadores. Los botones se conectaron a la nueva máquina mediante pequeños rieles de madera comunes, creando una consola más compacta. Al utilizar la acción Barker para los registros, también introdujo uno de los primeros ejemplos de memoria mecánica jamás construidos. La disposición inicial de los manuales fue cambiada con el tiempo.
|     | 1862             | 2024             |
| --- | ---------------- | ---------------- |
| V   | Récit expressif. | Solo / Bombarde. |
| IV  | Positif.         | Récit expressif. |
| III | Bombardes.       | Positif.         |
| II  | Grand Orgue.     | Grand Orgue.     |
| I   | Grand Chœur.     | Grand Chœur.     |

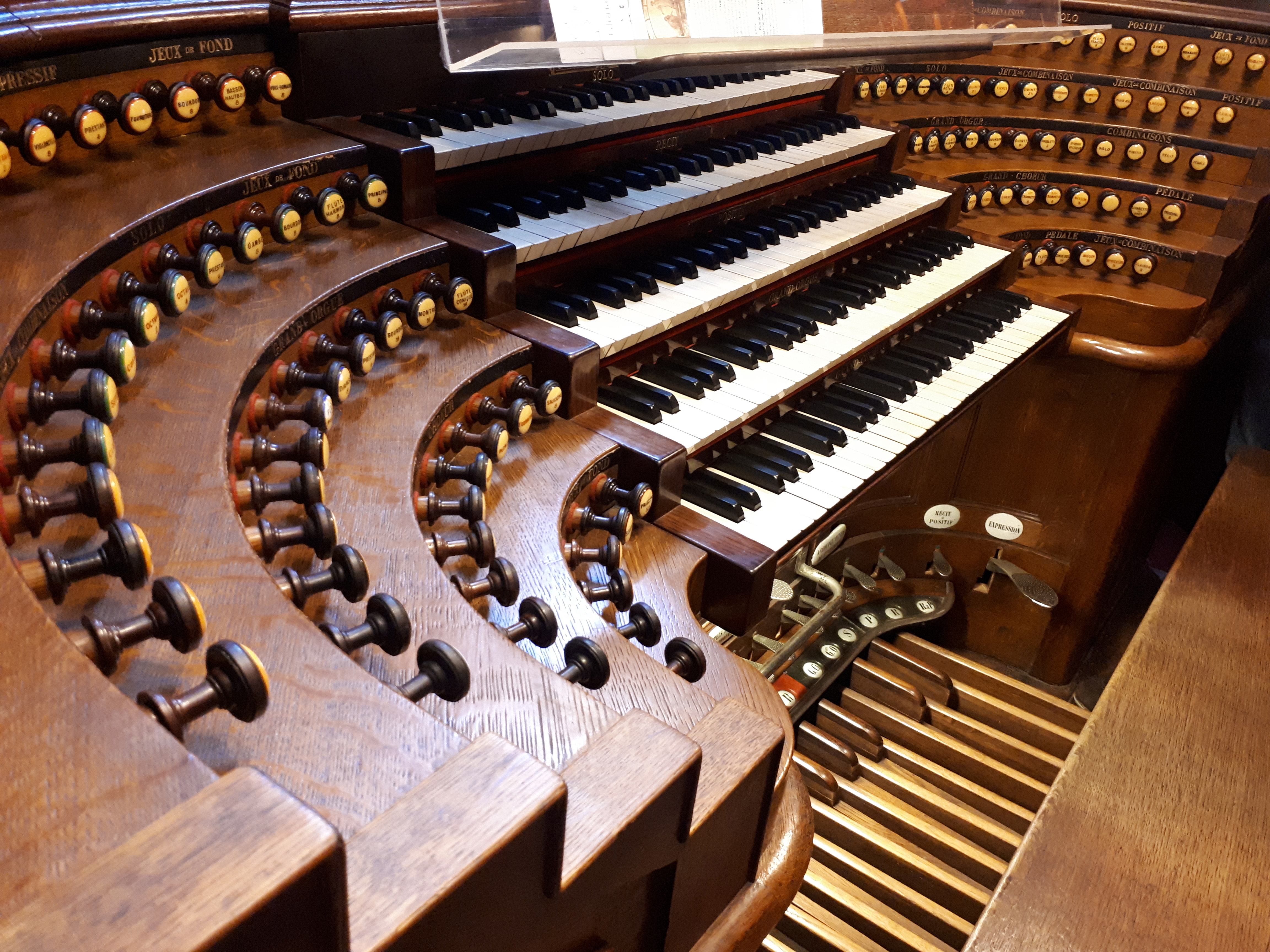
Consola de cinco manuales del órgano.
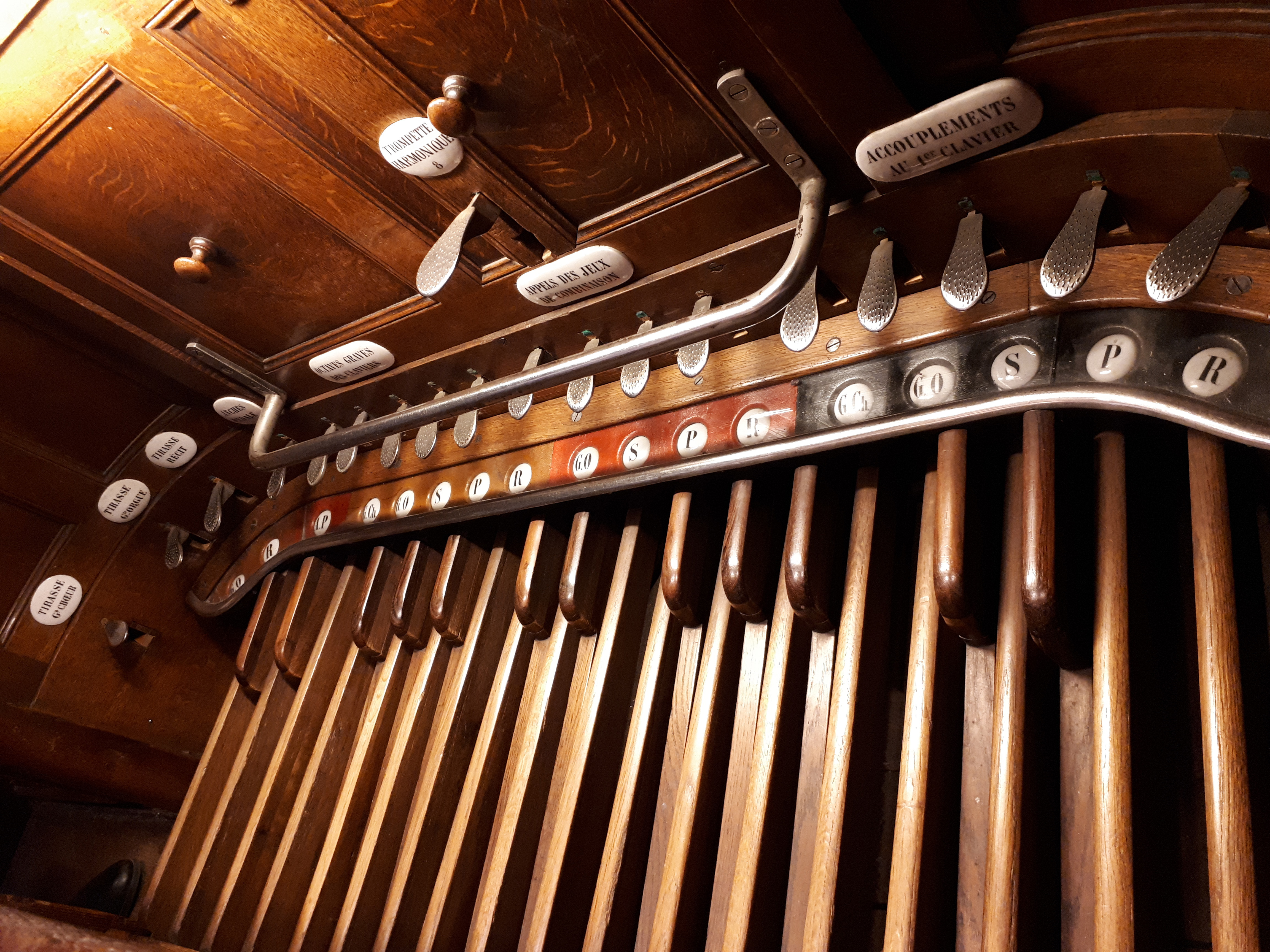
Detalle del pedalero.
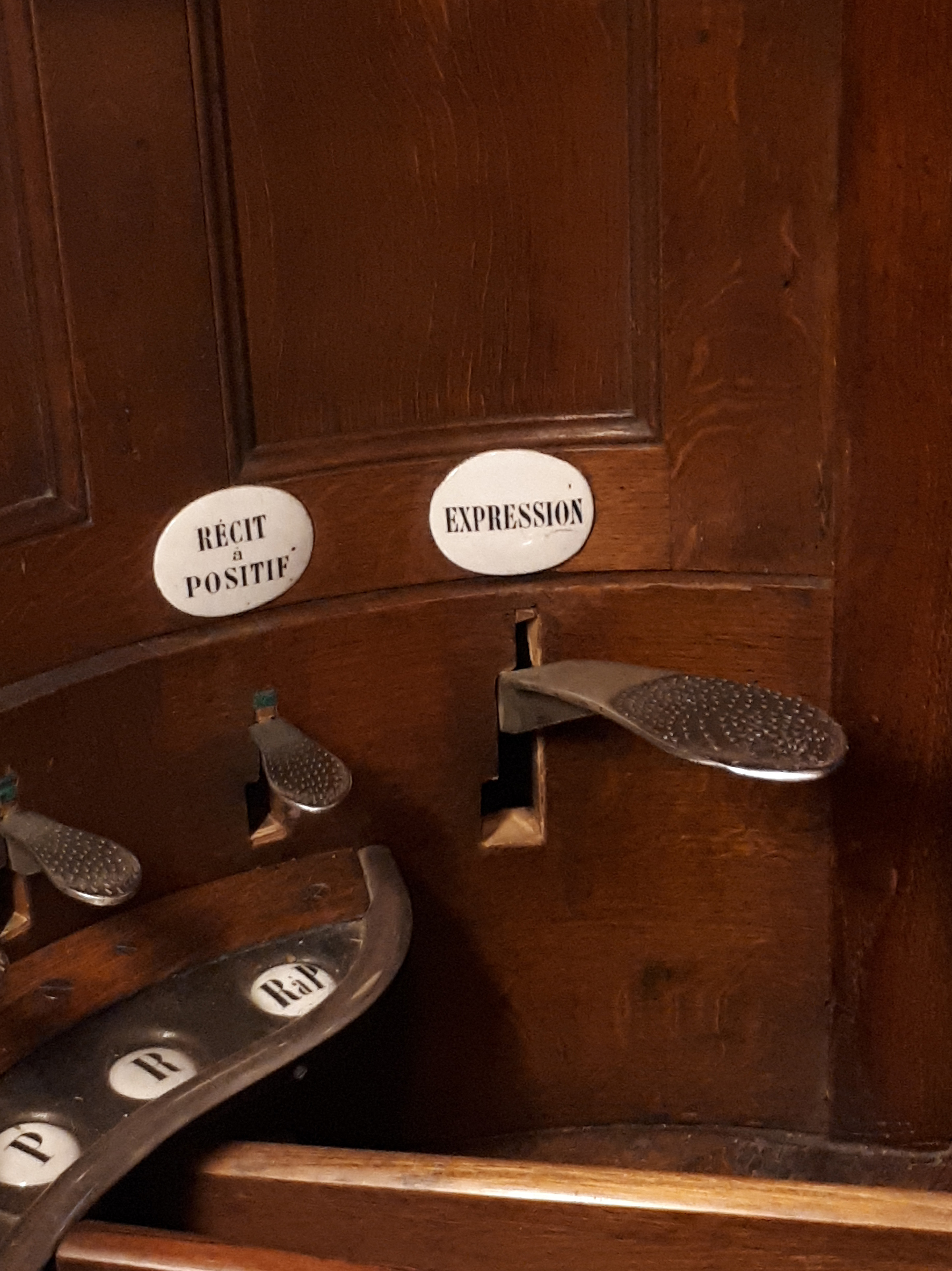
Pedal de expresión.

## Esquemas
La transmisión mecánica para las notas es asistida por siete máquinas Barker.

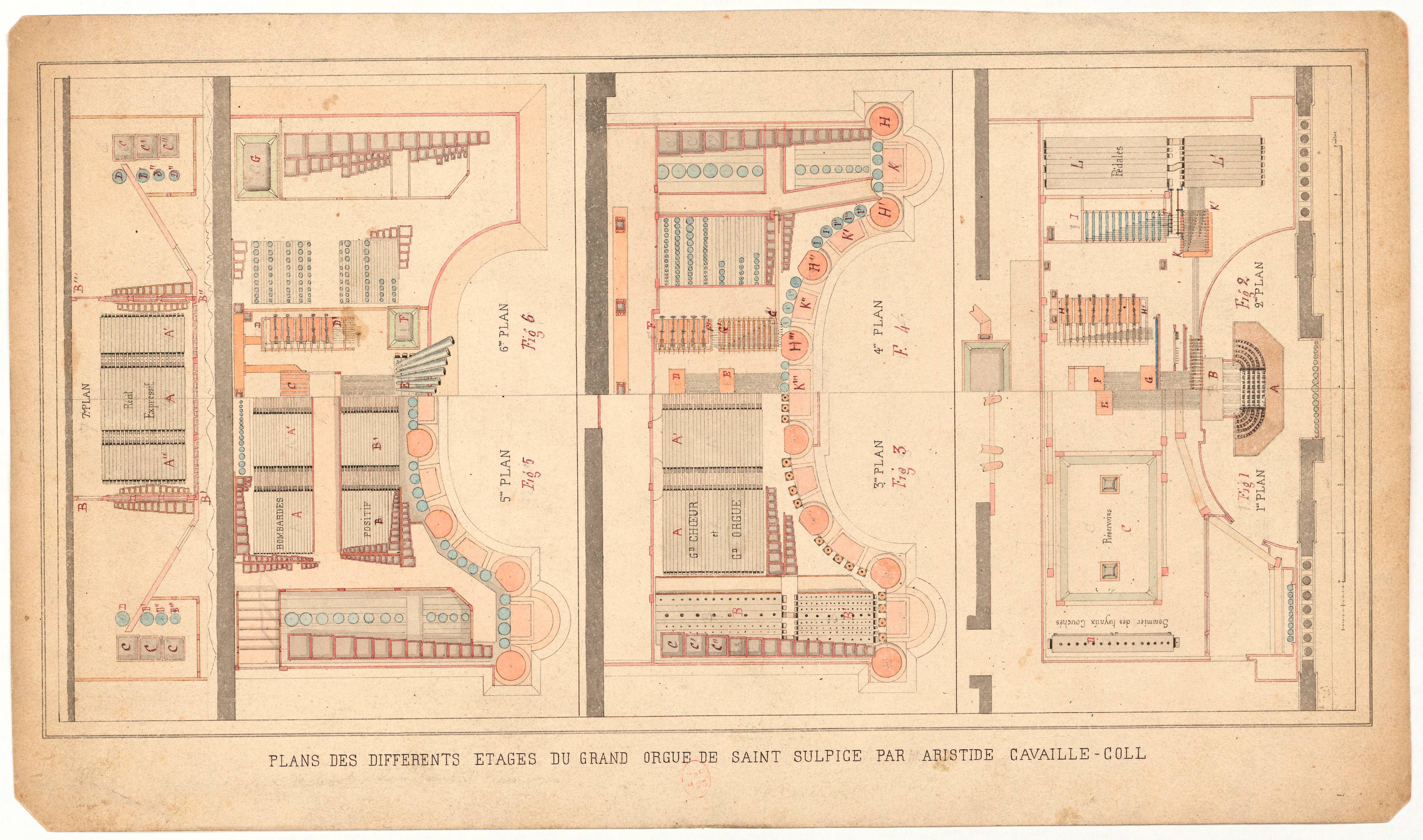
Planos de los diferentes pisos del gran órgano de Saint-Sulpice por Aristide Cavaillé-Coll.
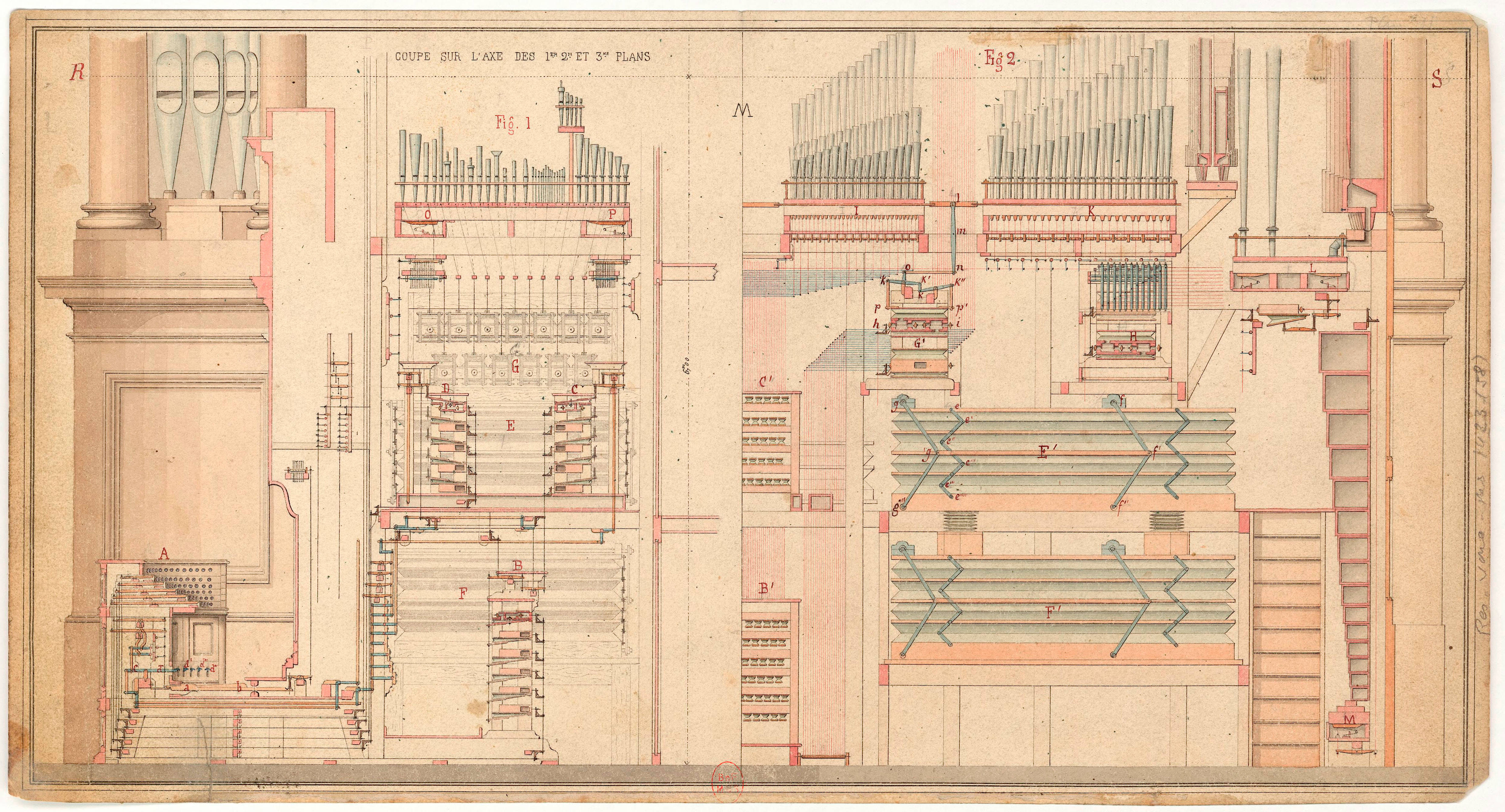
Sección de los planos 1º, 2º y 3º.
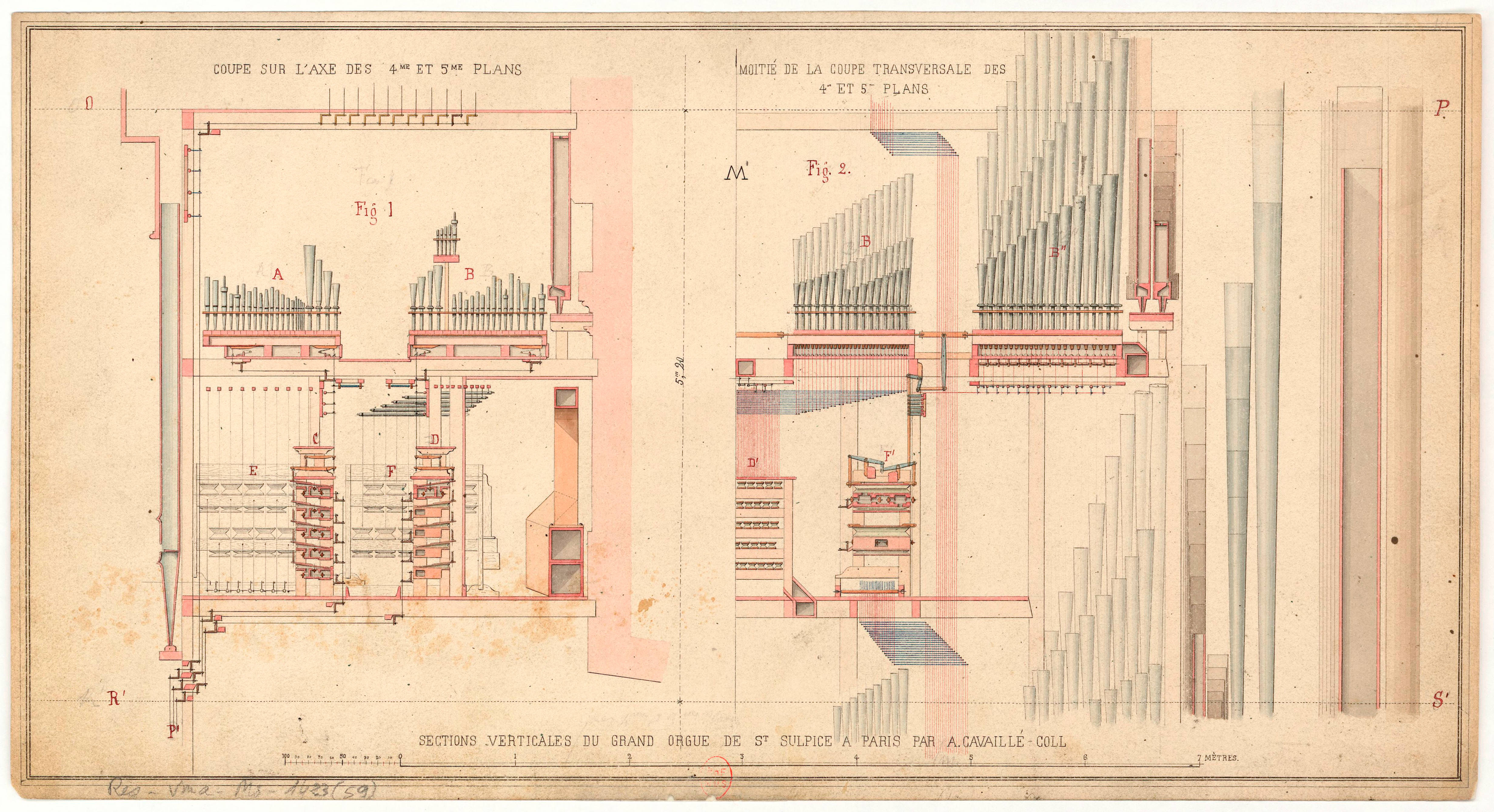
Secciones verticales del gran órgano de Saint-Sulpice de París por Cavaillé-Coll. Sección según el eje de los planos 4º y 5º. Mitad de la sección transversal de los planos 4º y 5º.
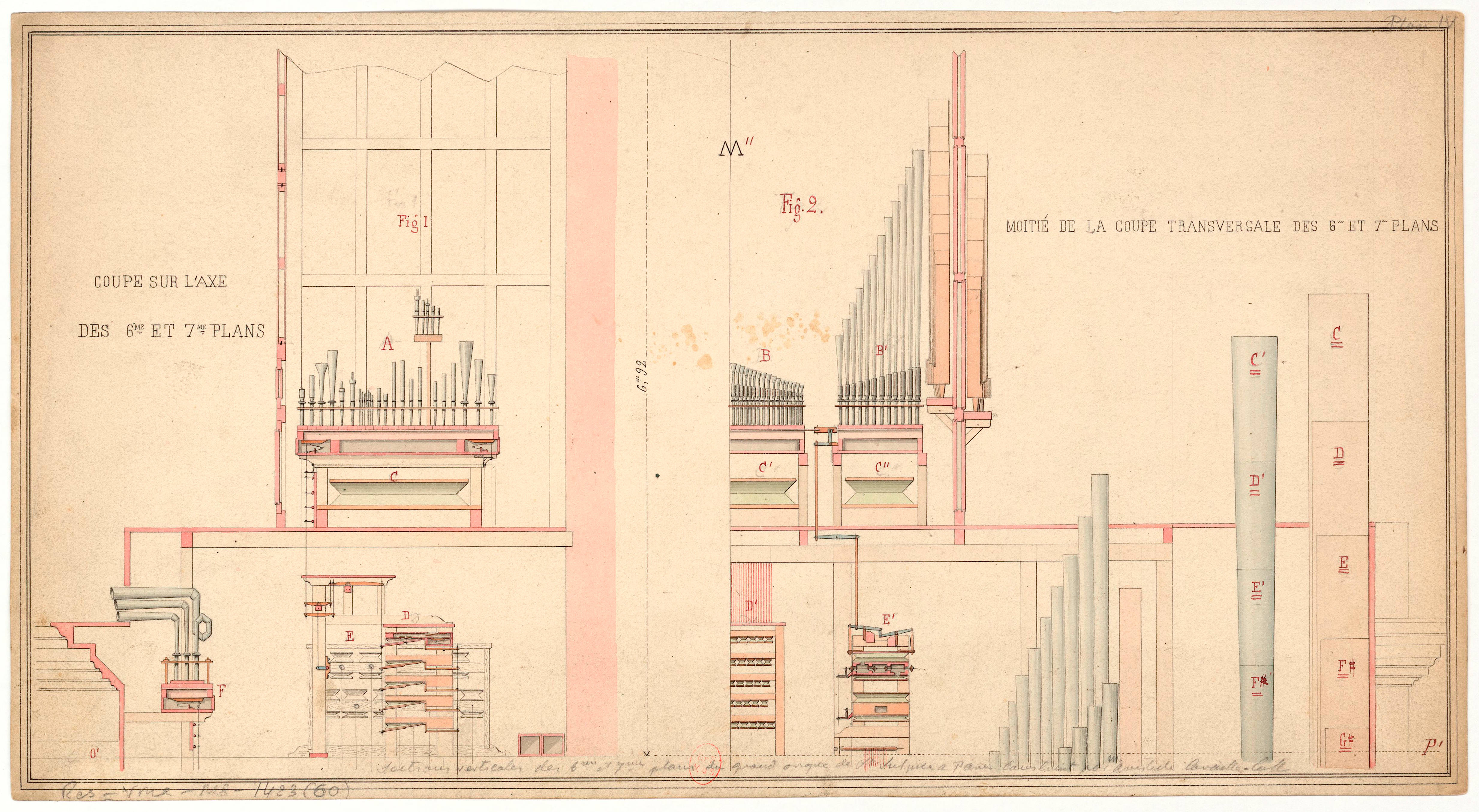
Sección sobre el eje de los planos 6º y 7º. Mitad de la sección transversal de los planos 6º y 7º.
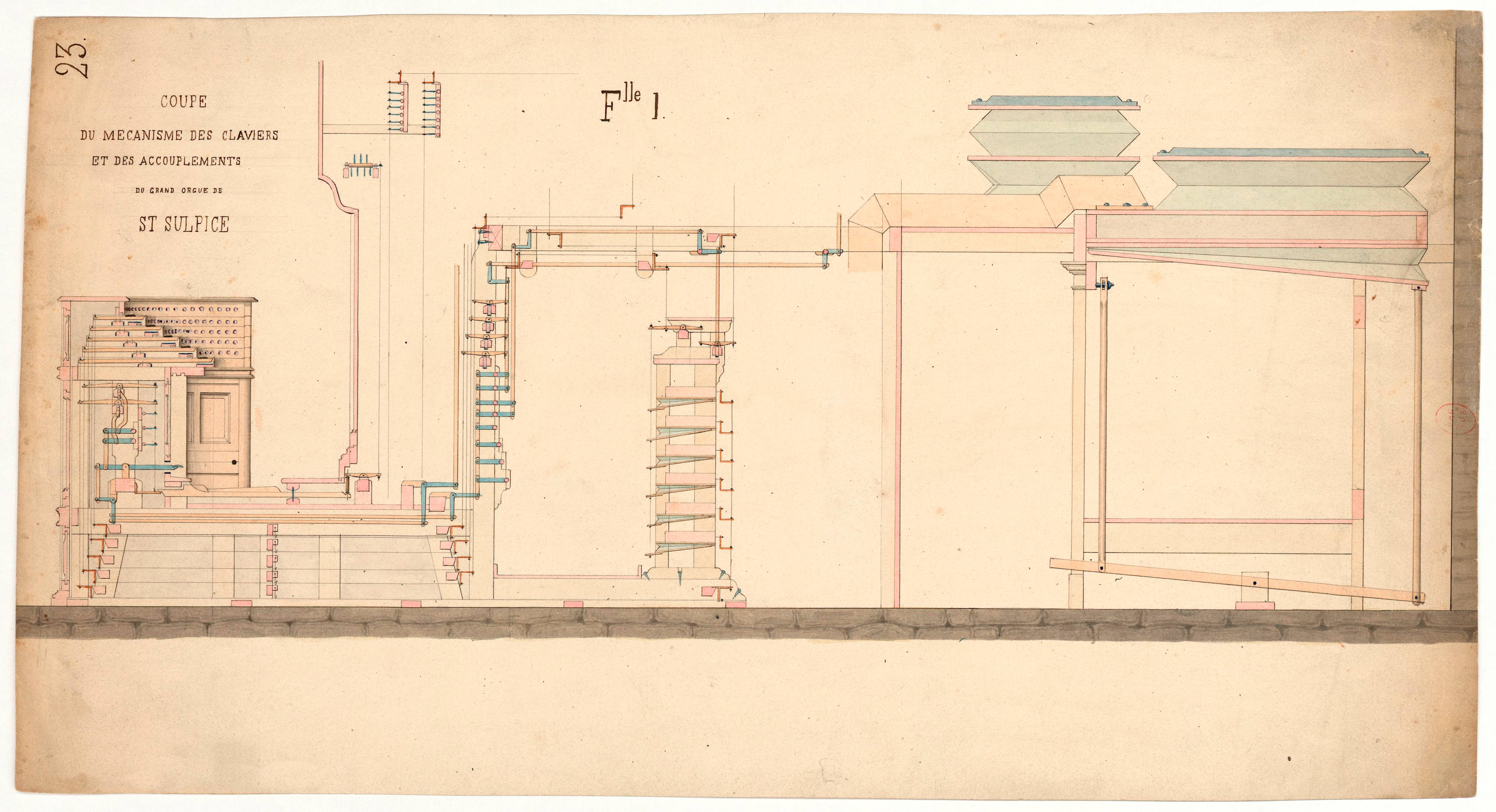
Sección del mecanismo del teclado y acoplamientos del Gran Órgano de San Sulpicio.
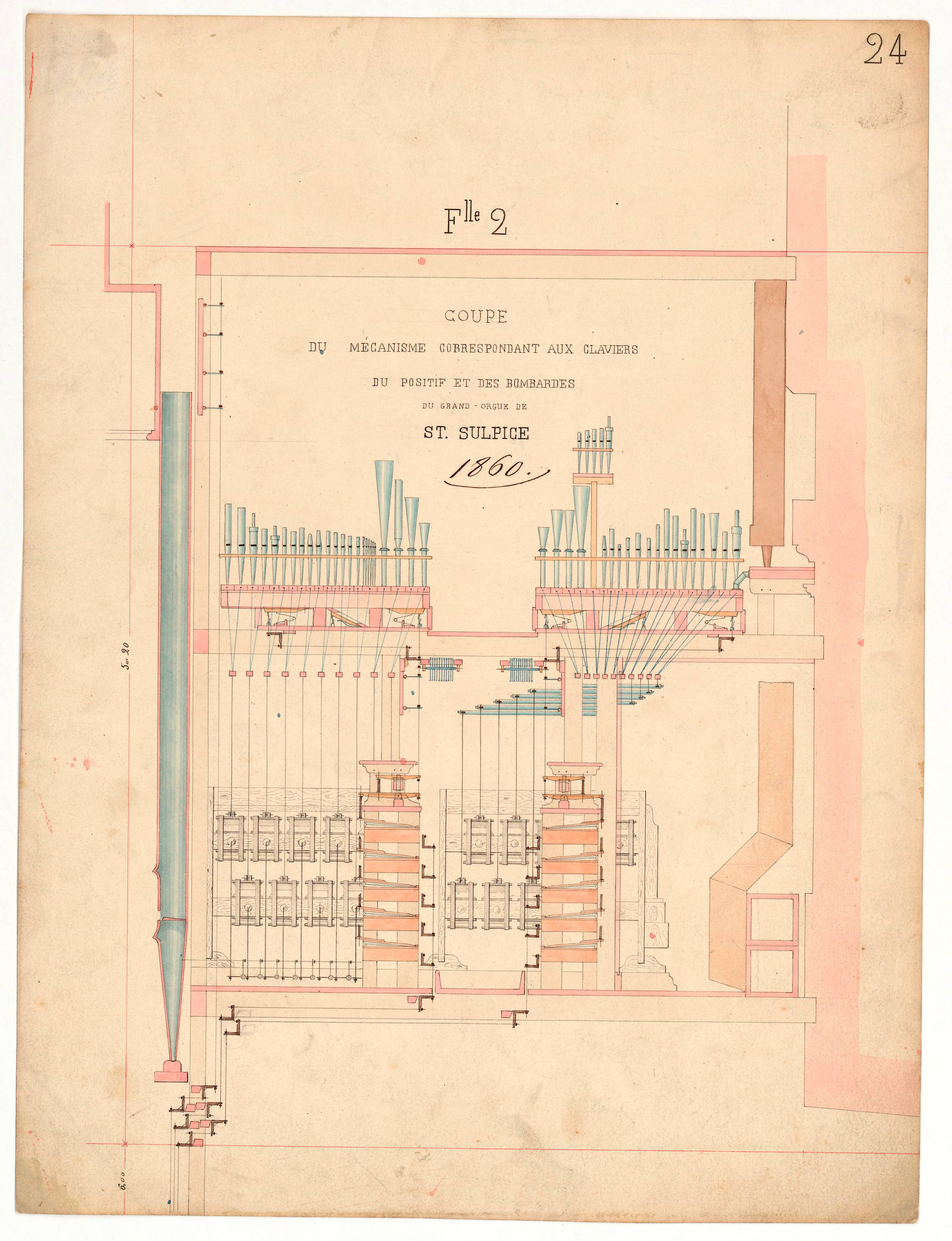
Sección del mecanismo correspondiente a los teclados del Positif y las Bombardas del Gran Órgano de Saint Sulpice.
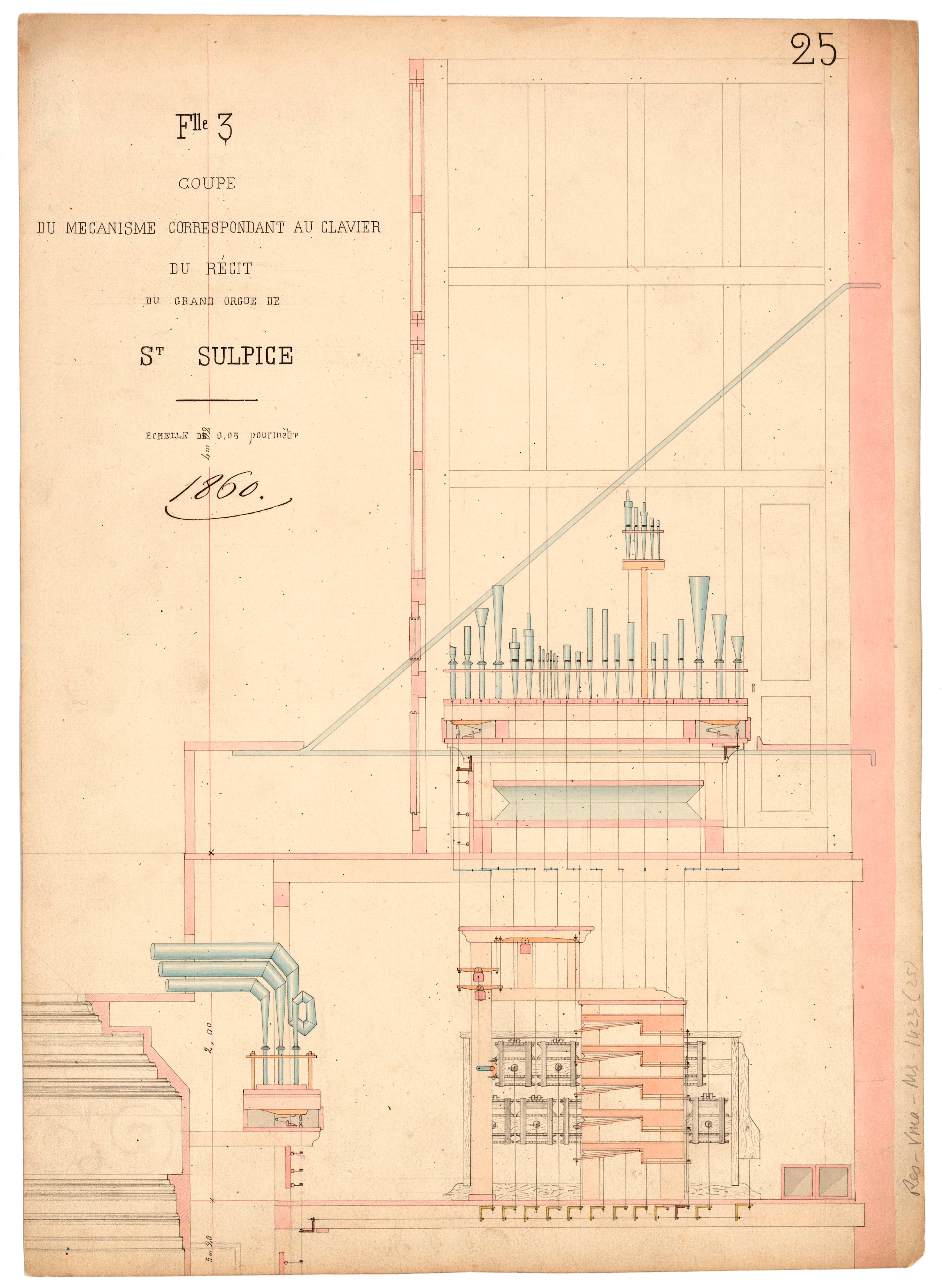
Sección del mecanismo correspondiente al teclado del Récit Grand Orgue de St Sulpice.

## Disposición
| I - Grand-Chœur 13 juegos - C1–G5 - 56 notas.                                       |                   |           |       |
| 1.                                                                                  | Salicional        | 8'        | C1‑G5 |
| 2.                                                                                  | Octave            | 4'        | C1‑G5 |
| 3.                                                                                  | Fourniture        | IV rangos | C1‑G5 |
| 4.                                                                                  | Plein-Jeu         | IV rangos | C1‑G5 |
| 5.                                                                                  | Cymbale           | VI rangos | C1‑G5 |
| 6.                                                                                  | Cornet            | V rangos  | D3‑G5 |
| 7.                                                                                  | Clairon-Doublette | 2'        | C1‑G5 |
| 8.                                                                                  | Bombarde          | 16'       | C1‑G5 |
| 9.                                                                                  | Basson            | 16'       | C1‑G5 |
| 10.                                                                                 | 1re Trompette     | 8'        | C1‑G5 |
| 11.                                                                                 | 2e Trompette      | 8'        | C1‑G5 |
| 12.                                                                                 | Basson            | 8'        | C1‑G5 |
| 13.                                                                                 | Clairon           | 4'        | C1‑G5 |
| ● (II / I) ― (III / I) ― (IV / I) ― (V / I). ● Octaves graves. ● Appel Grand-Chœur. |                   |           |       |
|                                                                                     |                   |           |       |

| IV - Récit Expressif 21 juegos - C1–G5 - 56 notas.                           |                  |           |       |
| Laye de fonds                                                                |                  |           |       |
| 47.                                                                          | Quintaton        | 16'       | C1‑G5 |
| 48.                                                                          | Diapason         | 8'        | C1‑G5 |
| 49.                                                                          | Violoncelle      | 8'        | C1‑G5 |
| 50.                                                                          | Voix Céleste     | 8'        | C2‑G5 |
| 51.                                                                          | Bourdon          | 8'        | C1‑G5 |
| 52.                                                                          | Prestant         | 4'        | C1‑G5 |
| 53.                                                                          | Doublette        | 2'        | C1‑G5 |
| 54.                                                                          | Fourniture       | V rangos  | C1‑G5 |
| 55.                                                                          | Cymbale          | IV rangos | C1‑G5 |
| 56.                                                                          | Basson-Hautbois  | 8'        | C1‑G5 |
| 57.                                                                          | Cromorne         | 8'        | C1‑G5 |
| 58.                                                                          | Voix humaine     | 8'        | C1‑G5 |
| Laye de combinaisons                                                         |                  |           |       |
| 59.                                                                          | Flûte harmonique | 8'        | C1‑G5 |
| 60.                                                                          | Flûte octaviante | 4'        | C1‑G5 |
| 61.                                                                          | Dulciane         | 4'        | C1‑G5 |
| 62.                                                                          | Nasard           | 2'2/3     | C1‑G5 |
| 63.                                                                          | Octavin          | 2'        | C1‑G5 |
| 64.                                                                          | Cornet           | V rangos  | C3‑G5 |
| 65.                                                                          | Bombarde         | 16'       | C1‑G5 |
| 66.                                                                          | Trompette        | 8'        | C1‑G5 |
| 67.                                                                          | Clairon          | 4'        | C1‑G5 |
| ● Trémolo. ● Octaves graves. ● Expression par cuillère à droite du pédalier. |                  |           |       |
|                                                                              |                  |           |       |

| II - Grand-Orgue 13 juegos - C1–G5 - 56 notas. |                   |       |       |
| 14.                                            | Montre            | 16'   | C1‑G5 |
| 15.                                            | Principal         | 16'   | D3‑G5 |
| 16.                                            | Bourdon           | 16'   | C1‑G5 |
| 17.                                            | Flûte conique     | 16'   | D3‑G5 |
| 18.                                            | Bourdon           | 8'    | C1‑G5 |
| 19.                                            | Montre            | 8'    | C1‑G5 |
| 20.                                            | Diapason          | 8'    | C1‑G5 |
| 21.                                            | Flûte Harmonique  | 8'    | C1‑G5 |
| 22.                                            | Flûte Traversière | 8'    | C1‑G5 |
| 23.                                            | Flûte à pavillon  | 8'    | C1‑G5 |
| 24.                                            | Grosse Quinte     | 5'1/3 | C1‑G5 |
| 25.                                            | Prestant          | 4'    | C1‑G5 |
| 26.                                            | Doublette         | 2'    | C1‑G5 |
| ● (I / II). ● Octaves graves.                  |                   |       |       |
|                                                |                   |       |       |

| V - Solo-Bombarde 21 juegos - C1–G5 - 56 notas.       |                                   |          |       |
| Laye de fonds                                         |                                   |          |       |
| 68.                                                   | Bourdon Bourdon                   | 16'      | C1‑G5 |
| 69.                                                   | Flûte conique                     | 16'      | C3‑G5 |
| 70.                                                   | Principal                         | 8'       | C1‑G5 |
| 71.                                                   | Bourdon                           | 8'       | C1‑G5 |
| 72.                                                   | Flûte harmonique                  | 8'       | C1‑G5 |
| 73.                                                   | Violoncelle                       | 8'       | C1‑G5 |
| 74.                                                   | Gambe                             | 8'       | C1‑G5 |
| 75.                                                   | Kéraulophone                      | 8'       | C1‑G5 |
| 76.                                                   | Prestant                          | 4'       | C1‑G5 |
| 77.                                                   | Flûte octaviante                  | 4'       | C1‑G5 |
| 78.                                                   | Trompette harmonique (en chamade) | 8'       | C1‑G5 |
| Laye de combinaisons                                  |                                   |          |       |
| 79.                                                   | Octave                            | 4'       | C1‑G5 |
| 80.                                                   | Grosse Quinte                     | 5'1/3    | C1‑G5 |
| 81.                                                   | Grosse Tierce                     | 3'1/5    | C1‑G5 |
| 82.                                                   | Quinte Quinte                     | 2'2/3    | C1‑G5 |
| 83.                                                   | Septième Septième                 | 2'2/7    | C1‑G5 |
| 84.                                                   | Octavin                           | 2'       | C1‑G5 |
| 85.                                                   | Cornet                            | V rangos | C3‑G5 |
| 86.                                                   | Bombarde                          | 16'      | C1‑G5 |
| 87.                                                   | Trompette                         | 8'       | C1‑G5 |
| 88.                                                   | Clairon                           | 4'       | C1‑G5 |
| ● Octaves graves. ● Appel Trompette à forte pression. |                                   |          |       |
|                                                       |                                   |          |       |

| III - Positif 20 juegos - C1–G5 - 56 notas. |                      |               |       |
| Laye de fonds                               |                      |               |       |
| 27.                                         | Violon-Basse         | 16'           | C1‑G5 |
| 28.                                         | Quintaton            | 16'           | C1‑G5 |
| 29.                                         | Salicional           | 8'            | C1‑G5 |
| 30.                                         | Viole de Gambe       | 8'            | C1‑G5 |
| 31.                                         | Unda Maris           | 8'            | C1‑G5 |
| 32.                                         | Quintaton            | 8'            | C1‑G5 |
| 33.                                         | Flûte traversière    | 8'            | C1‑G5 |
| 34.                                         | Flûte douce          | 4'            | C1‑G5 |
| 35.                                         | Flûte octaviante     | 4'            | C1‑G5 |
| 36.                                         | Dulciane             | 4'            | C1‑G5 |
| Laye de combinaisons                        |                      |               |       |
| 37.                                         | Quinte               | 2'2/3         | C1‑G5 |
| 38.                                         | Doublette            | 2'            | C1‑G5 |
| 39.                                         | Tierce               | 1'3/5         | C1‑G5 |
| 40.                                         | Larigot              | 1'1/3         | C1‑G5 |
| 41.                                         | Piccolo              | 1'            | C1‑G5 |
| 42.                                         | Plein-Jeu harmonique | III-VI rangos | C1‑G5 |
| 43.                                         | Basson               | 16'           | C1‑G5 |
| 44.                                         | Baryton              | 8'            | C1‑G5 |
| 45.                                         | Trompette            | 8'            | C1‑G5 |
| 46.                                         | Clairon              | 4'            | C1‑G5 |
| ● (IV / III). ● Octaves graves.             |                      |               |       |
|                                             |                      |               |       |

| VI - Pédale 14 juegos - C1–F3 - 30 notas. |                 |     |       |
| Laye de fonds                             |                 |     |       |
| 89.                                       | Principal-Basse | 32' | C1‑F3 |
| 90.                                       | Principal       | 16' | C3‑F3 |
| 91.                                       | Contrebasse     | 16' | C1‑F3 |
| 92.                                       | Soubasse        | 16' | C1‑F3 |
| 93.                                       | Violoncelle     | 8'  | C1‑F3 |
| 94.                                       | Principal       | 8'  | C1‑F3 |
| 95.                                       | Flûte           | 8'  | C1‑F3 |
| 96.                                       | Flûte           | 4'  | C1‑F3 |
| Laye de combinaisons                      |                 |     |       |
| 97.                                       | Contre-Bombarde | 32' | C1‑F3 |
| 98.                                       | Bombarde        | 16' | C1‑F3 |
| 99.                                       | Basson          | 16' | C1‑F3 |
| 100.                                      | Trompette       | 8'  | C1‑F3 |
| 101.                                      | Ophicléide      | 8'  | C1‑F3 |
| 102.                                      | Clairon         | 4'  | C1‑F3 |
| ● (I / P) ― (II / P) ― (IV / P).          |                 |     |       |
|                                           |                 |     |       |

## Organistas titulares

### Titulares
- Nicolas Pescheur, ??? - 1603
- Vincent Coppeau, de ~1618 a ~1651
- Guillaume-Gabriel Nivers, de 1651 a 1702
- J. B. Totin, de 1702 a ~1714
- Louis-Nicolas Clérambault, de 1715 a 1749
- César François Clérambault, de 1749 a 1760
- Évrard Dominique Clérambault, de 1761 a 1773
- Claude-Étienne Luce, asistente de Evrard Dominique Clérambault de 1771 a 1773, luego titular de 1773 a 1783.
- Nicolas Séjan, de 1783 a 1819
- Louis-Nicolas Séjan, de 1819 a 1849
- Georges Schmitt, de 1850 a 1863
- Louis James Alfred Lefébure-Wély, de 1863 a 1869
- Charles-Marie Widor, de 1870 a 1933
- Marcel Dupré, de 1934 a 1971
- Françoise Renet, organista interina de 1971 a 1973
- Jean-Jacques Grünenwald, de 1973 a 1982
- Françoise Renet, organista interina de 1982 a 1985
- Daniel Roth, desde 1985 hasta febrero de 2023, titular emérito desde entonces.

### Suplentes
- Louis Vierne, de 1892 a 1900
- Marcel Dupré, de 1906 a 1934
- Jean-Jacques Grunenwald, 1936 a 1946
- Marcel Lanquetuit, de 1939 a 1971
- Jeanne Demessieux, de 1942 a 1946
- Suzanne Chaisemartin, de 1947 a 1949
- Pierre Cochereau, de 1950 a 1955
- Rolande Falcinelli, de 1955 a 1965
- Françoise Renet, de 1952 a 1985
- Sophie-Véronique Cauchefer-Choplin, de 1985 a 1991 (vicetitular desde 1991 hasta 2023).

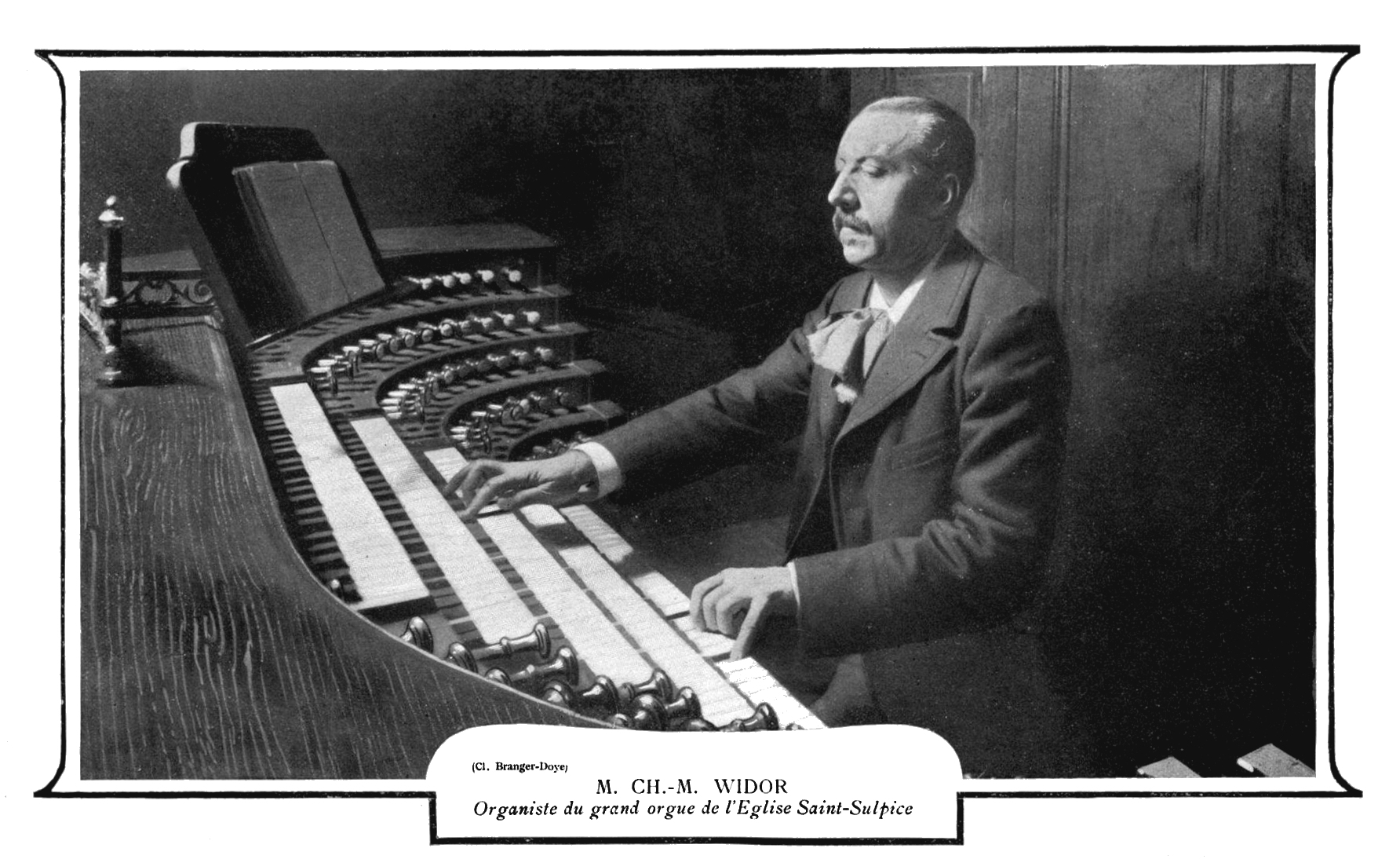
Widor en 1903.
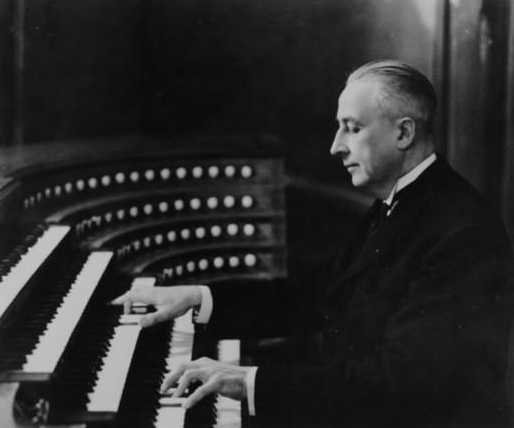
Dupré en 1945.
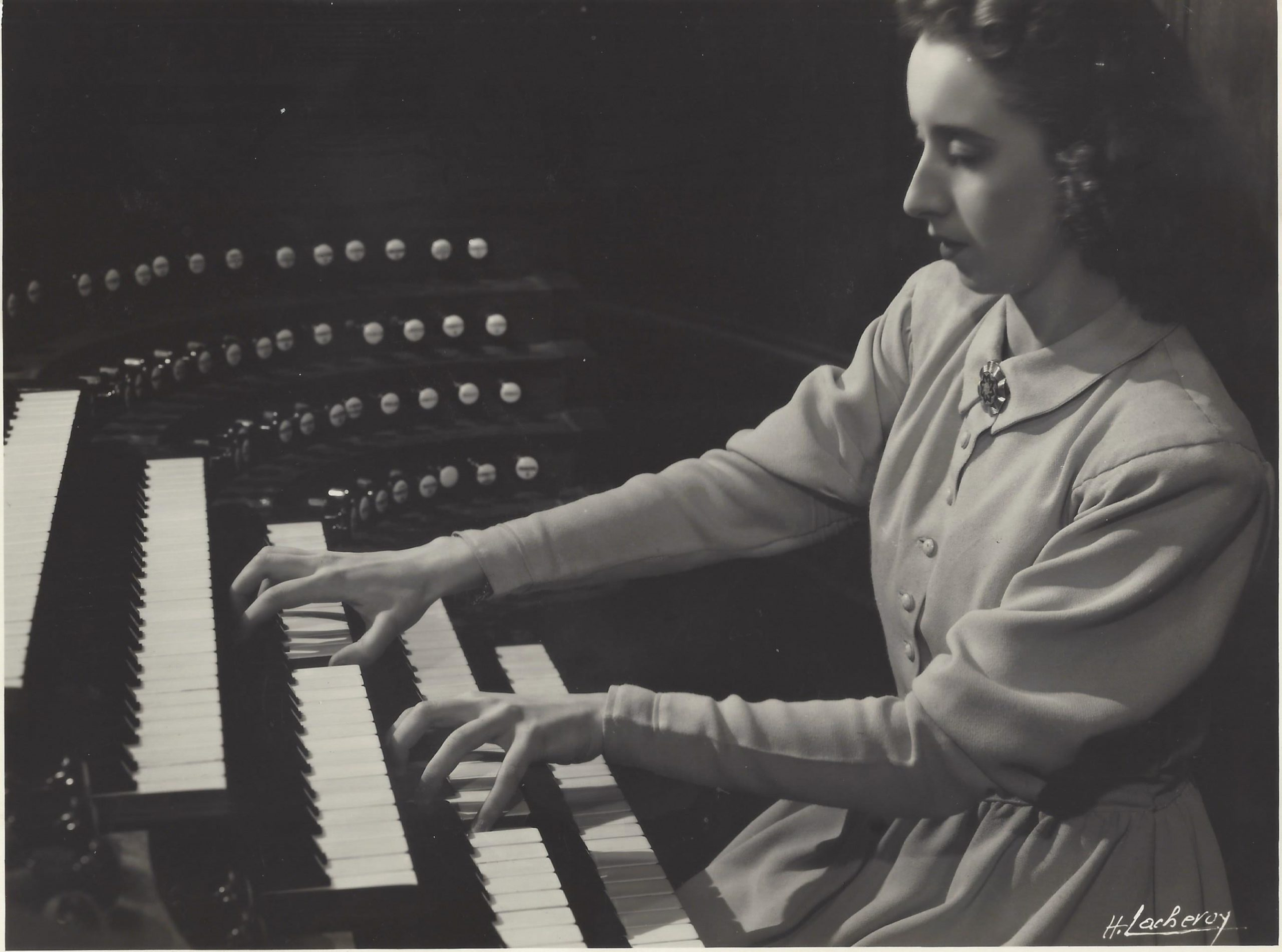
Demessieux en 1946.